# Frauenstein (Karyntia)
Frauenstein – gmina w Austrii, w kraju związkowym Karyntia, w powiecie Sankt Veit an der Glan. Liczy 3648 mieszkańców (1 stycznia 2015).